# 新罕布什尔州参议院
新罕布什尔州参议院（英語：New Hampshire State Senate）是美国新罕布什尔议会的上議院，共有24名參议员，每届任期2年；参议院议长由參議員互相選舉產生。